# Michael Skifter Andersen
Michael Skifter Andersen (født 28. oktober 1969) en dansk atlet og elitetræner hos AK Delta Slagelse og tidligere aktiv i Aarhus 1900.
Michael Skifter Andersen er far til bl.a. Nickoline Skifter Andersen og Josefine Skifter Andersen, der f.eks. blev nr. 1 og 3 ved DM i syvkamp i 2021.
Har efter seniorkarrieren sat danske mastersrekorder i indendørs femkamp for M40 (2009), M45 (2017) og M50 (2019).

## Danske mesterskab
- Bronze 1999 Trespring 14,10
- Bronze 1996 60 meter hæk inde 8,62
- Guld 1996 Længdespring inde 7,27
- Bronze 1995 110 meter hæk 14,6
- Sølv 1995 Længdespring 7,8
- Guld 1995 60 meter hæk inde 8,7
- Guld 1995 Længdespring inde 7,20
- Bronze 1994 110 meter hæk 14,72
- Sølv 1994 Længdespring 7,49
- Guld 1994 Længdespring inde 7,07
- Bronze 1993 110 meter hæk 14,72
- Guld 1993 Længdespring 7,28
- Guld 1992 Længdespring 7,24

## Landskampe
- 1995 Europa-Cup 1. div. Længdespring 5.plads 7,34

## Personlige rekorder
- 60 meter: 7,23
- 100 meter: 11,09
- 200 meter: 22,51
- 300 meter: 40,4h
- 400 meter: 53,73
- 1500 meter: 5:15,31
- 110 meter hæk: 14.85
- Længdespring: 7,53
- Trespring: ?
- Højdespring: 1,90
- Stangspring: 3,85
- Kuglestød: 12,78
- Diskoskast: 39,35
- Spydkast: 51,02